# Брюсова, Вера Григорьевна
Вера Григорьевна Брю́сова (1917—2006) — доктор искусствоведения (1974), лауреат Государственной премии РСФСР им. И. Е. Репина (1986), заслуженный деятель искусств РФ (1996).

## Биография
Детство прошло в доме деда — сельского священника. Мать — учительница, воспитывала трёх дочерей.
В 1940 году Вера Григорьевна окончила искусствоведческое отделение литературного факультета Московского института философии, литературы и истории. После окончания института поступила в аспирантуру Московского государственного университета.
В 1944 году в составе бригады реставраторов из пяти человек была направлена в освобожденный от немецкой оккупации Новгород для участия в работах по реставрации разрушенных памятников средневековой архитектуры (Софийский, Знаменский и других новгородские соборы).
В дальнейшем Брюсова работала над реставрацией памятников архитектуры и древней живописи в Кижах (Карелия), Ярославле, Костроме, Ростове Великом, Москве. Вера Григорьевна занималась реставрацией икон, хранящихся в Третьяковской галерее и в других музеях русской культуры. Является автором проектов по восстановлению иконостасов церквей Преображения Господня и Покрова Богоматери в Кижах.
Преподавала в Российской академии живописи, ваяния и зодчества, профессор. Действительный член Российской академии художеств, Международной славянской академии.
Похоронена В. Г. Брюсова на Новодевичьем кладбище. Урна с её прахом покоится в семейном склепе поэта Валерия Брюсова.

## Научные публикации
Является автором более 200 научных трудов по истории древнерусского искусства, среди которых 30 монографий. Наиболее значимые:
- Русская живопись XVII века (1984)
- Фёдор Зубов (1985)
- Прекрасное — это Родина (1989)
- Андрей Рублёв (1995)
- Андрей Рублёв и Московская школа живописи (1998)
- Никита Федосов. Жизнь и творчество (2001)
- София Новгородская (2002)
- София, премудрость Божия, в древнерусской литературе и искусстве (2006)

## Семья
Сын от первого брака — Федосов Н. П. (1939—1992), живописец, лауреат Государственной премии имени И. Е. Репина (1990).
Второй муж Веры Григорьевны — учёный-археолог Брюсов А. Я. (1885—1966), младший брат поэта Валерия Брюсова.